# Capillaria javanensis
Tridentocapillaria javanensis
Espèce
Synonymes
- Tridentocapillaria javanensis (Wakelin, Schmidt & Kuntz, 1971)

Capillaria javanensis est une espèce de nématodes de la famille des Capillariidae, parasitant le système digestif d'oiseaux.

## Hôtes
Capillaria javanensis est un parasite intestinal d'oiseaux et a été trouvé chez plusieurs espèces de Piciformes comme Dinopium everetti, la sous-espèce hargitti du Pic à ventre blanc (Dryocopus javensis), la sous-espèce chrysopsis du Barbu à joues jaunes (Megalaima chrysopogon) et la sous-espèce nominale du Pic tukki (Meiglyptes tukki).

## Répartition
Capillaria javanensis a été originellement décrit d'oiseaux provenant de Taïwan et de Bornéo, en Indonésie.

## Taxinomie
L'espèce est décrite en 1971 sous le protonyme Capillaria javanensis. En 1990, Vlastimil Baruš et Tamara Petrovna Sergejeva placent cette espèce sans le genre Tridentocapillaria, considéré comme sous-genre de Capillaria par le parasitologiste tchèque František Moravec dans sa monographie de 2001 sur les nématodes de la super-famille des Trichinelloidea parasitant les animaux à sang froid.